# جيويي ماتسوموتو
جيويي ماتسوموتو (باليابانية: 松本 暁司) (مواليد 13 أغسطس 1934 - توفي 2019)، هو لاعب كرة قدم ياباني سابق كان يلعب كحارس مرمى. سبق له أن لعب مع منتخب اليابان.

## وصلات خارجية
- جيويي ماتسوموتو على موقع قاعدة بيانات كرة القدم.إي يو (الإنجليزية)
- جيويي ماتسوموتو على موقع ناشيونال فوتبول تيمز (الإنجليزية)

- National Football Teams
- Japan National Football Team Database